# 26636 Ericabroman
26636 Ericabroman este o planetă minoră (asteroid), cu un diametru de 6,982 km, din centura de asteroizi. A fost descoperită pe 24 aprilie 2000 la Stația Anderson Mesa de Lowell Observatory Near-Earth-Object Search. 
Obiectul prezintă o orbită caracterizată de o semiaxă mare de 2,6919728 UAi, o excentricitate de 0,13, o înclinație de 14,03846 ° în raport cu ecliptica.